# 哈伦 (布鲁塞尔)
哈伦（荷兰语，荷蘭語發音：[ˈɦaːrən] ⓘ，法語發音：[aʁən]）是比利时首都布鲁塞尔北部的一個片区，北约总部位于此处。哈伦原为一独立市镇，1921年，哈伦与市镇拉肯和下-上亨贝克并入布鲁塞尔，成为了布鲁塞尔的片区。